# Karozi
Karozi (Carosi) – herb szlachecki.

## Opis herbu
Na tarczy dwudzielnej, w polu prawym ściętym, od góry czarnym – pół czerwonego lwa, od dołu – trzy pasy złote i błękitne; w polu lewym błękitnym – pas ukośny czerwono-złoty.

## Najwcześniejsze wzmianki
Indygenat z 1787.

## Herbowni
(tu podaj nazwiska i nazwy rodów, które używały tego herbu)